# Pidgin
Pidgin (pron. 'pɪdʒəŋ)  ou língua de contacto  é uma palavra de origem inglesa que designa qualquer língua criada, normalmente de forma espontânea, a partir da mistura de duas ou mais línguas e que serve de meio de comunicação entre os falantes dessas línguas.
O conceito é originário da Europa, onde, a partir da Idade Média, os comerciantes do Mediterrâneo usavam a lingua franca ou sabir.
Os pidgins têm normalmente gramáticas rudimentares e um vocabulário restrito. Podem, no entanto,  desenvolver-se, transformando-se em línguas crioulas. Um pidgin diferencia-se de uma língua crioula, que tem vocabulário e gramática plenamente desenvolvidos, tornando-se a primeira língua de uma comunidade de fala. A maioria dos linguistas acredita que uma língua crioula se desenvolva através de um processo de nativização de um pidgin, ou seja, quando crianças falantes do pidgin passam a utilizá-lo como primeira língua, adquirindo complexidade e estabilidade típicas de uma língua. Então,  a língua crioula substitui o pidgin como forma de comunicação, à semelhança do que acontece as línguas crioulas de Cabo Verde ou da Guiné-Bissau. Um outro exemplo bem conhecido é o bichlamar,  língua crioula melanésia que se baseia no inglês, com incorporação de palavras malaias, chinesas, francesas e portuguesas.
Mas nem sempre os pidgins se transformam em crioulos: podem morrer ou tornar-se obsoletos, tal como ocorreu com aqueles falados  nos séculos XVII e XVIII,  em Angola, resultantes da mistura entre o português europeu e as línguas nativas. Esses pidgins acabaram por dar origem a variedades linguísticas ou línguas crioulas, popularmente denominadas  "pequeno português".
A criação de um pidgin requer normalmente:
- Contacto regular e prolongado com comunidades linguísticas diferentes;
- A necessidade de comunicação;
- A ausência de uma língua franca espalhada e/ou acessível.

## Etimologia
A palavra é possivelmente derivada da pronúncia chinesa para a palavra inglesa business (negócio). Pidgin English, ou "inglês pidgin", era o nome dado ao pidgin feito da mistura entre o chinês, o inglês e o português utilizada para o comércio em Cantão durante os séculos XVIII e XIX. Alguns académicos questionam esta derivação da palavra pidgin, e sugerem etimologias alternativas; porém nenhuma obteve até agora apoio entre outros académicos.